# Birkenstraße (metrostation)
Birkenstraße is een station van de metro van Berlijn, gelegen onder de kruising van de Wilhelmshavener Straße en de Birkenstraße in het Berlijnse stadsdeel Moabit. Het metrostation werd geopend op 28 augustus 1961 en wordt bediend door lijn U9.
De bouw van lijn G, de huidige U9, was een direct gevolg van de deling van de Berlijn na de Tweede Wereldoorlog. De historische binnenstad was in Oost-Berlijn komen te ligen en in het westen van de stad ontstond een nieuw centrum rond Bahnhof Zoo en de Kurfürstendamm. Om het nieuwe centrum met de dichtbevolkte buitenwijken te verbinden besloot men een nieuwe noord-zuidlijn te bouwen die de oude binnenstad ontweek. Eind augustus 1961, slechts twee weken nadat de Muur Berlijn fysiek spleet, kwam het eerste deel van lijn G, waarvan ook station Birkenstraße deel uitmaakt, in gebruik.
Zoals alle metrostations op het oudste deel van de U9 werd Birkenstraße ontworpen door Bruno Grimmek. Herkenbare elementen van Grimmeks stijl zijn het geknikte, licht welvende dak en de met glasmozaïek beklede zeshoekige zuilen. Het station wordt gedomineerd door groene tinten; zowel de zuilen als de wanden dragen deze kleur. In tegenstelling tot de meeste andere stations op de lijn bevinden de uitgangen zich in het midden van het eilandperron, in plaats van aan de uiteinden.
Het station is momenteel alleen via trappen te bereiken, maar uiteindelijk moeten alle Berlijnse metrostations van een lift voorzien zijn. Station Birkenstraße heeft hierbij echter geen hoge prioriteit; volgens het tijdschema van de Berlijnse Senaat zal de inbouw van een lift pas na 2010 plaatsvinden.